# 100434 Jinyilian
100434 Jinyilian este un asteroid din centura principală de asteroizi.

## Descriere
100434 Jinyilian este un asteroid din centura principală de asteroizi. A fost descoperit pe 6 iunie 1996 la Xinglong în cadrul programului Beijing Schmidt CCD Asteroid Program. Asteroidul prezintă o orbită caracterizată de o semiaxă mare de 2,65 ua, o excentricitate de 0,20 și o înclinație de 17,1° în raport cu ecliptica.